# Irineu Gassen
Irineu Gassen OFM (ur. 24 listopada 1942 w Santa Cruz do Sul) – brazylijski duchowny rzymskokatolicki, biskup Vacaria w latach 2008-2018.

## Życiorys
Święcenia kapłańskie przyjął 27 lipca 1968 w zakonie franciszkanów. Był m.in. proboszczem zakonnych parafii, wykładowcą i rektorem zakonnych seminariów, a także przełożonym prowincji Rio Grande do Sul.
28 maja 2008 otrzymał nominację na biskupa diecezji Vacaria, zaś 27 lipca tegoż roku przyjął sakrę biskupią z rąk kard. Cláudio Hummesa. 9 maja 2018 przeszedł na emeryturę.